# 第六号掃海艇
|          | |
| 艦歴     | |
| 計画     | 大正12年度計画 |
| 起工     | 1928年3月10日 |
| 進水     | 1928年10月29日 |
| 竣工     | 1929年2月25日 |
| その後   | 1941年12月26日空爆により沈没                                                                                        |
| 除籍     | 1942年1月10日 |
| 性能諸元 | |
| 排水量   | 基準：620トン 公試：717トン                                                                                         |
| 全長     | 77.00m |
| 全幅     | 8.25m |
| 吃水     | 2.25m |
| 機関     | ロ号艦本式缶（石炭専焼）2基 3気筒3段膨張レシプロ2基 2軸、4,000馬力                                                  |
| 速力     | 21.0ノット |
| 航続距離 | 14ノットで2,000海里                                                                                                 |
| 燃料     | 石炭：150トン |
| 乗員     | 91名 |
| 兵装     | 45口径三年式12cm砲 2門 40口径三年式8cm高角砲 単装1門 九一式爆雷投射機2基 爆雷投下台 爆雷18個 掃海具、または機雷50個 |

第六号掃海艇（だいろくごうそうかいてい）は、日本海軍の掃海艇。第五号型掃海艇の2番艦。海軍省が定めた艦艇類別等級別表では第一号型に含まれる。

## 艦歴
1928年（昭和3年）3月10日、大阪鉄工所桜島工場で起工。同年10月29日進水。1929年（昭和4年）2月25日に竣工。第六号掃海艇と命名され、掃海艇に類別。
1937年（昭和12年）から1939年（昭和14年）まで日中戦争において華中の作戦に参加。太平洋戦争では、南方侵攻作戦に参加。1940年（昭和15年）10月11日、横浜港沖で行われた紀元二千六百年特別観艦式に参加。
1941年（昭和16年）12月26日、ボルネオ攻略作戦において同島クチン泊地でオランダ軍機の爆撃をうけ沈没。この時「第六号掃海艇」は「第二雲洋丸」に横付けしており、「第二雲洋丸」も炎上後沈没した。これは、サマリンダよりクチンに来襲したグレン・マーチン3機の攻撃によるものであった。
1942年（昭和17年）1月10日に除籍。

## 歴代艇長
※艦長等は『日本海軍史』第9巻・第10巻の「将官履歴」及び『官報』に基づく。
艤装員長
- 成田茂一 大尉：1928年11月1日[8] -

艇長
- 成田茂一 少佐：1929年2月25日[9] - 1929年11月30日[10]
- 岡崎文勳 大尉：1929年11月30日[10] - 1930年5月1日[11]
- 川井繁蔵 大尉：1930年5月1日 - 1930年12月1日
- 天野重隆 大尉：1930年12月1日 - 1931年11月2日
- 川元徳次郎 大尉：1931年11月2日[12] - 1933年11月15日[13]
- 吉田正義 大尉：1933年11月15日[13] - 1934年10月22日[14]
- 法元廉 大尉：1934年10月22日[14] - 1936年4月1日[15]
- 吉井吉郎 大尉：1936年4月1日[15] - 1936年12月1日[16]
- 富田捨造 少佐：1936年12月1日 - 1938年7月28日
- 岡戸靖彦 少佐：1938年7月28日[17] - 1938年11月15日[18]
- 佐川通夫 少佐：1938年11月15日[18] - 1939年7月29日[19]
- 日下敏夫 少佐：1939年7月29日[19] - 1940年3月20日[20]
- 江原晃 少佐：1940年3月20日[20] - 1940年11月15日[21]
- 蓼沼三郎 少佐：1940年11月15日[21] - 1941年9月10日[22]
- 田中弘国 大尉：1941年9月10日[22] - 1942年1月15日[23]